# Bohdan Sehin

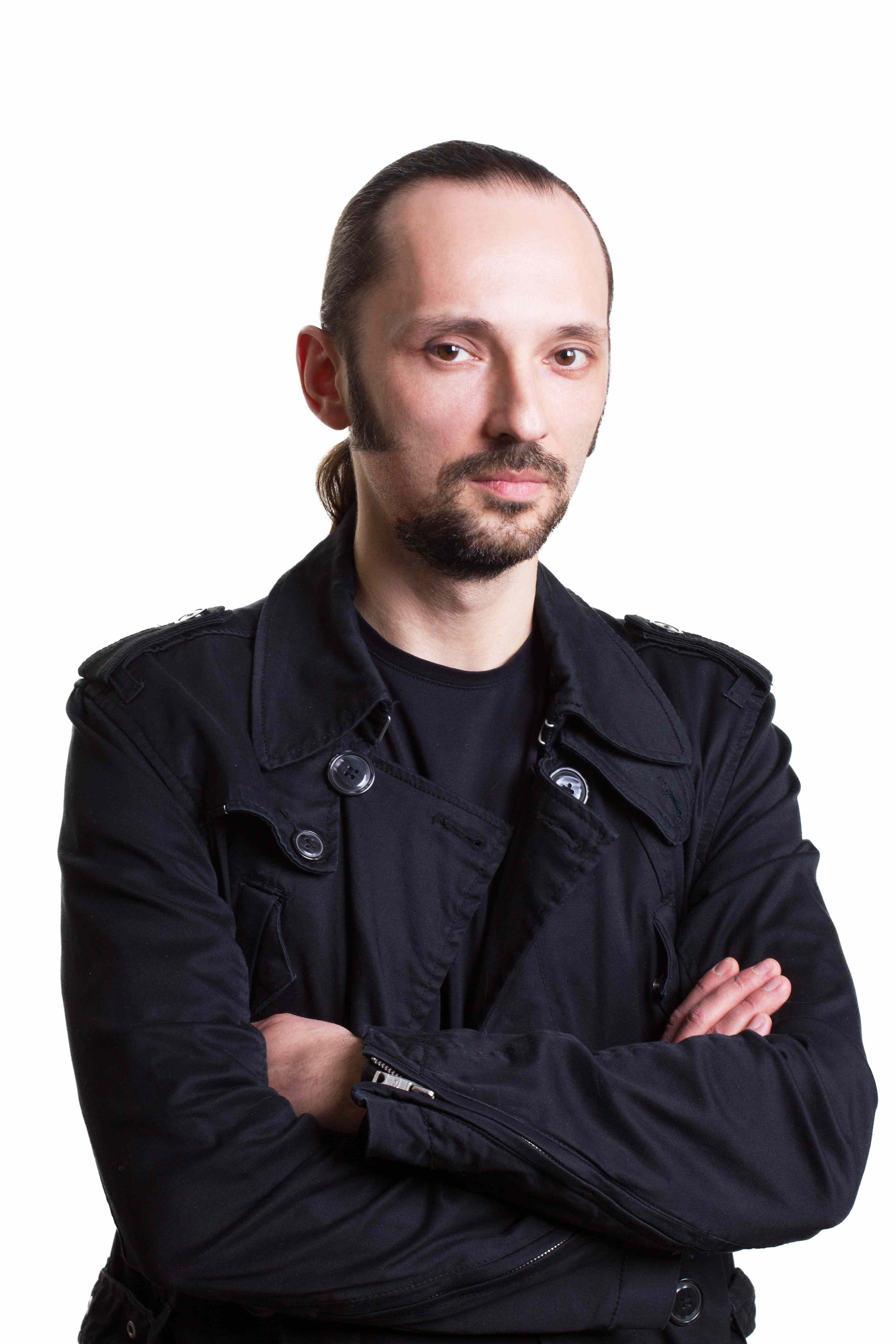
Bohdan Sehin

Bohdan Dariiovic Sehin (nascido em 1976, em Borshchiv, Oblast de Ternopil) é um compositor ucraniano e organizador de programas de música, mais conhecido por dirigir a Orquestra Filarmónica de Lviv depois de se formar no Conservatório de Lviv em 1999. A sua música é constantemente executada na Ucrânia e no estrangeiro.